# A Predator's Portrait
A Predator's Portrait er det tredje album fra det svenske melodiske dødsmetal-band Soilwork som blev udgivet den 19. februar 2001 gennem Nuclear Blast. Dette var det første album hvor Bjorn "Speed" Strid begyndte at synge rensagn blandet med det traditionelle skrig. 

## Numre
1. "Bastard Chain" – 4:02
2. "Like the Average Stalker" – 4:30
3. "Needlefeast" – 4:06
4. "Neurotica Rampage" – 4:43
5. "The Analyst" – 4:42
6. "Grand Failure Anthem" – 5:20
7. "Structure Divine" – 4:06
8. "Shadowchild" – 4:38
9. "Final Fatal Force" – 4:59
10. "A Predator's Portrait" – 4:31
11. "Asylum Dance" – 4:16 (Kun på japansk og koreansk version)

## Musikere
- Bjorn "Speed" Strid – Vokal
- Peter Wichers – Lead- og rytmeguitar
- Ola Frenning – Lead- og rythmeguitar
- Henry Ranta – Trommer
- Ola Flink – Bas
- Carlos Del Olmo Holmberg – Keyboard, tegning

### Gæstemusikere
- Mikael Åkerfeldt (Opeth) − gæstevokal på "A Predator's Portrait".
- Mattias IA Eklundh (Freak Kitchen) − gæstesolo på "Needlefeast".
- Eskil Simonsson − prøve på "Grand Failure Anthem".